# Gravensteen
A Zierikzee városában álló Gravensteen műemlék épülete 1526-ban épült és Zeeland grófság igazságügyi, pénzügyi és adminisztratív központja volt, egyben a városi börtönt is itt helyezték el. 2011-ig múzeumként működött, ekkor a fejlődő országok és fejlett világ közötti méltányos kereskedelmet szorgalmazó nemzetközi Fair Trade Shops mozgalom jegyében úgynevezett világüzletet helyeztek el itt. A gyűjteményeket ekkor a régi városházán kialakított múzeumba helyezték át. A Gravensteen épületének belső megtekintésének lehetőségét ekkortól a városi múzeumban kell kérni.

## Története
Az épület 1524 és 1526 között épült Albrecht Colinsz építőmester vezetésével egy korábbi, 165 éven át szolgáló fából készült épület helyén. A városi börtön egészen 1923-ig itt működött. A főfoglár lakása a földszinten volt az utcára néző oldalon. Emellett volt a tárgyalóterem, ahol az ítéleteket kihirdették. A pincében kínzókamra is volt. A fogdák falai ma is az eredetiek, rajtuk az egykori fegyencek rajzaival.

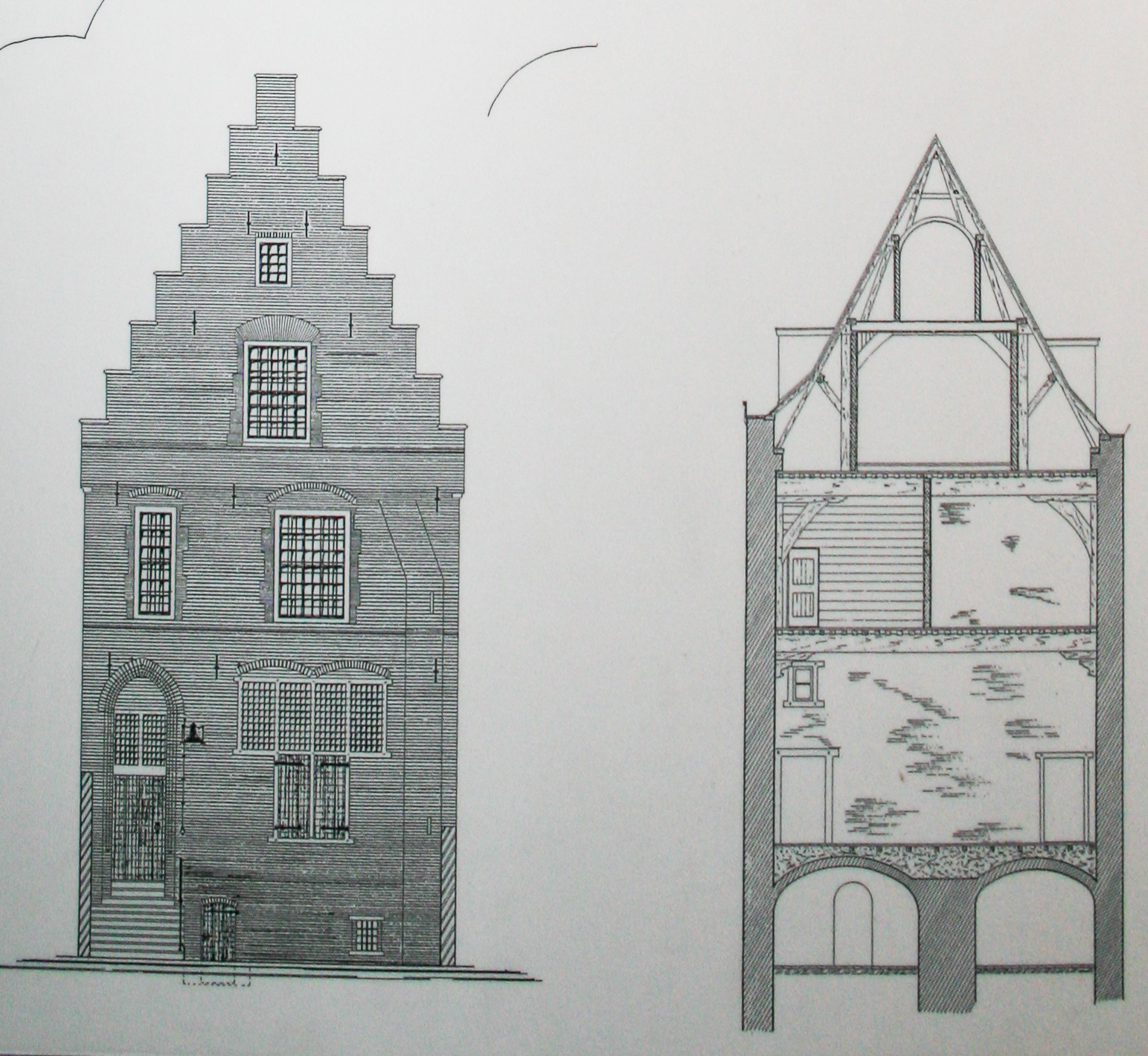
Az épület keresztmetszeti rajza
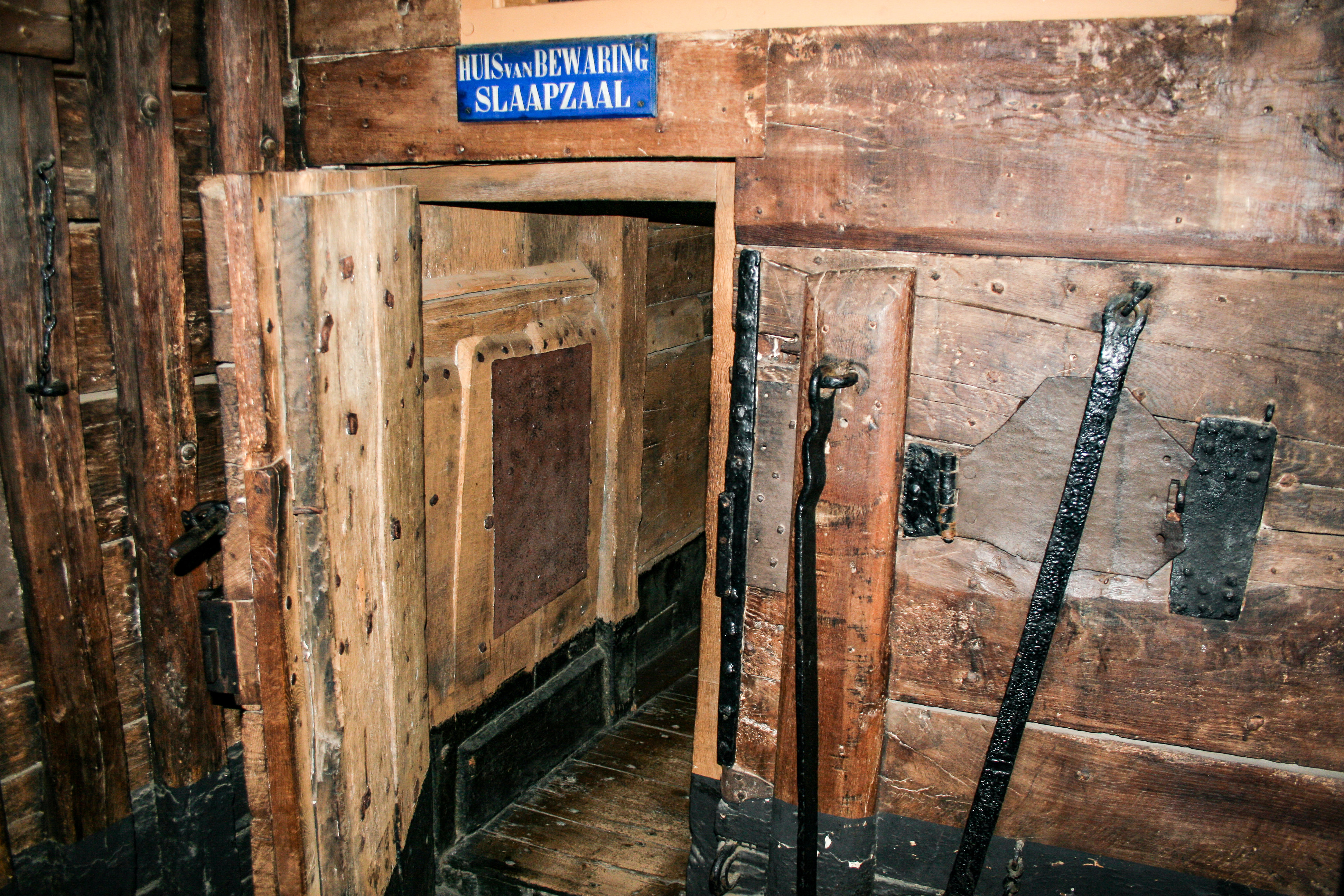
A börtön részlete
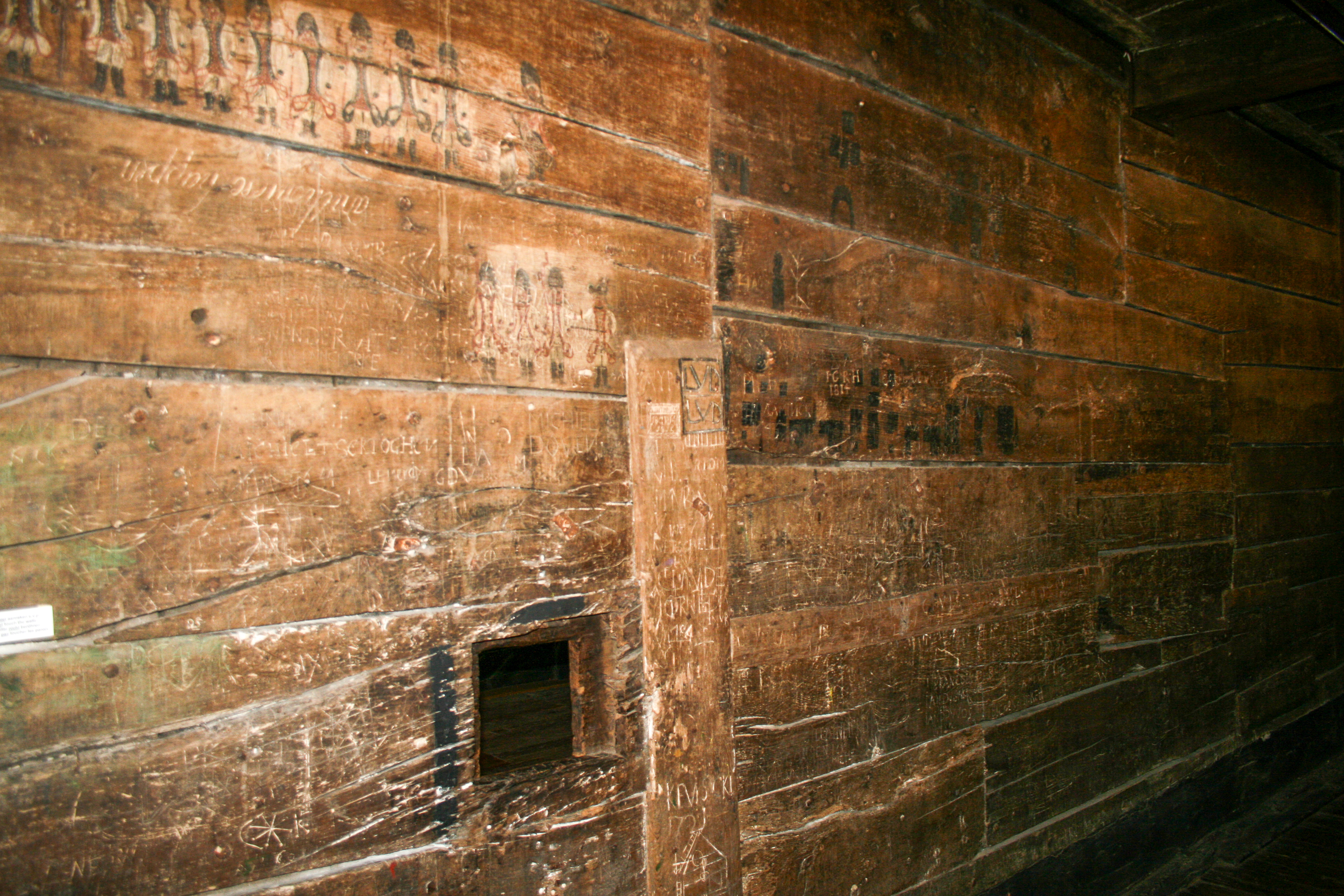
Falak egykori fegyencek rajzaival
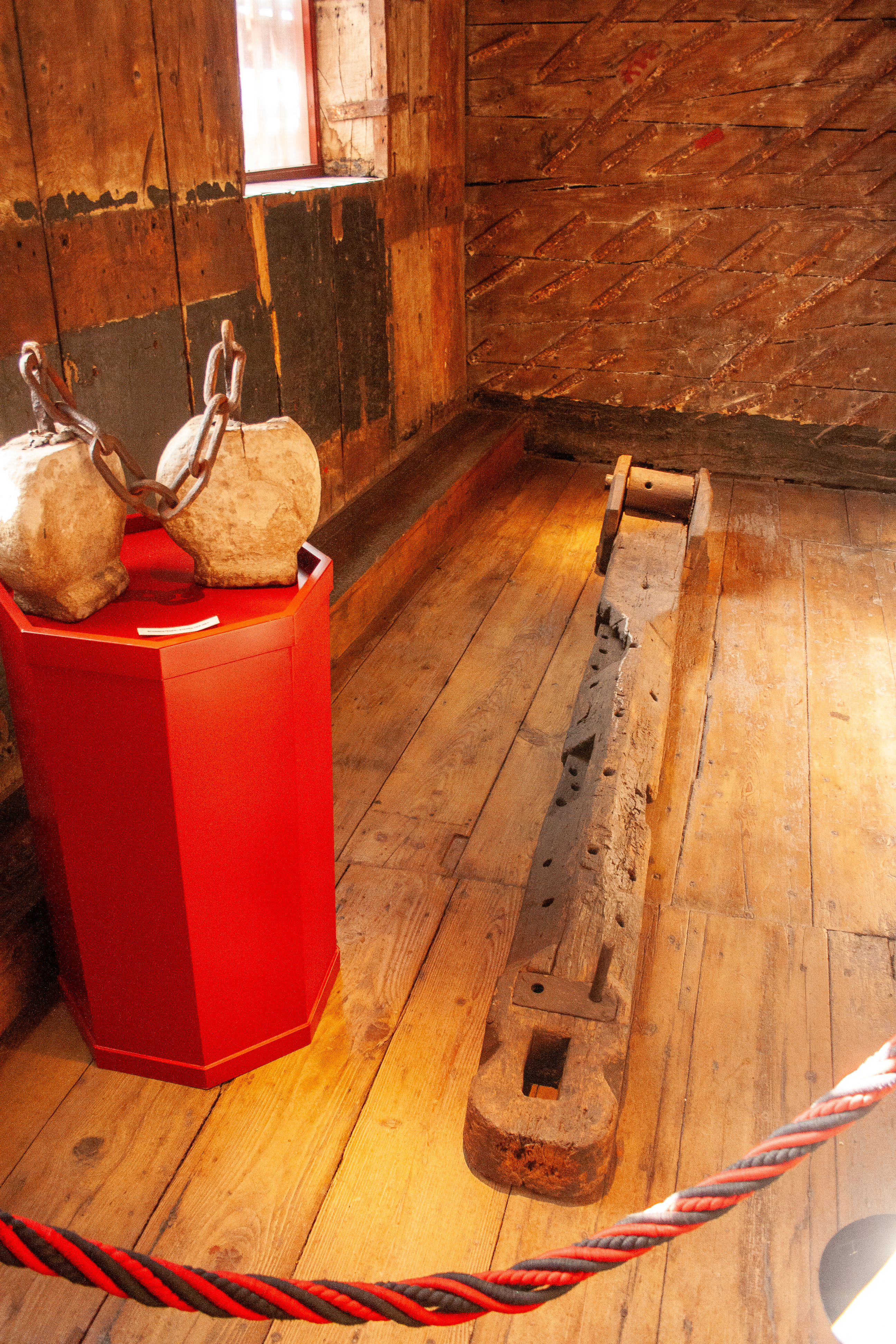
16. századi kínzóeszközök, szégyengolyók és nyújtópad
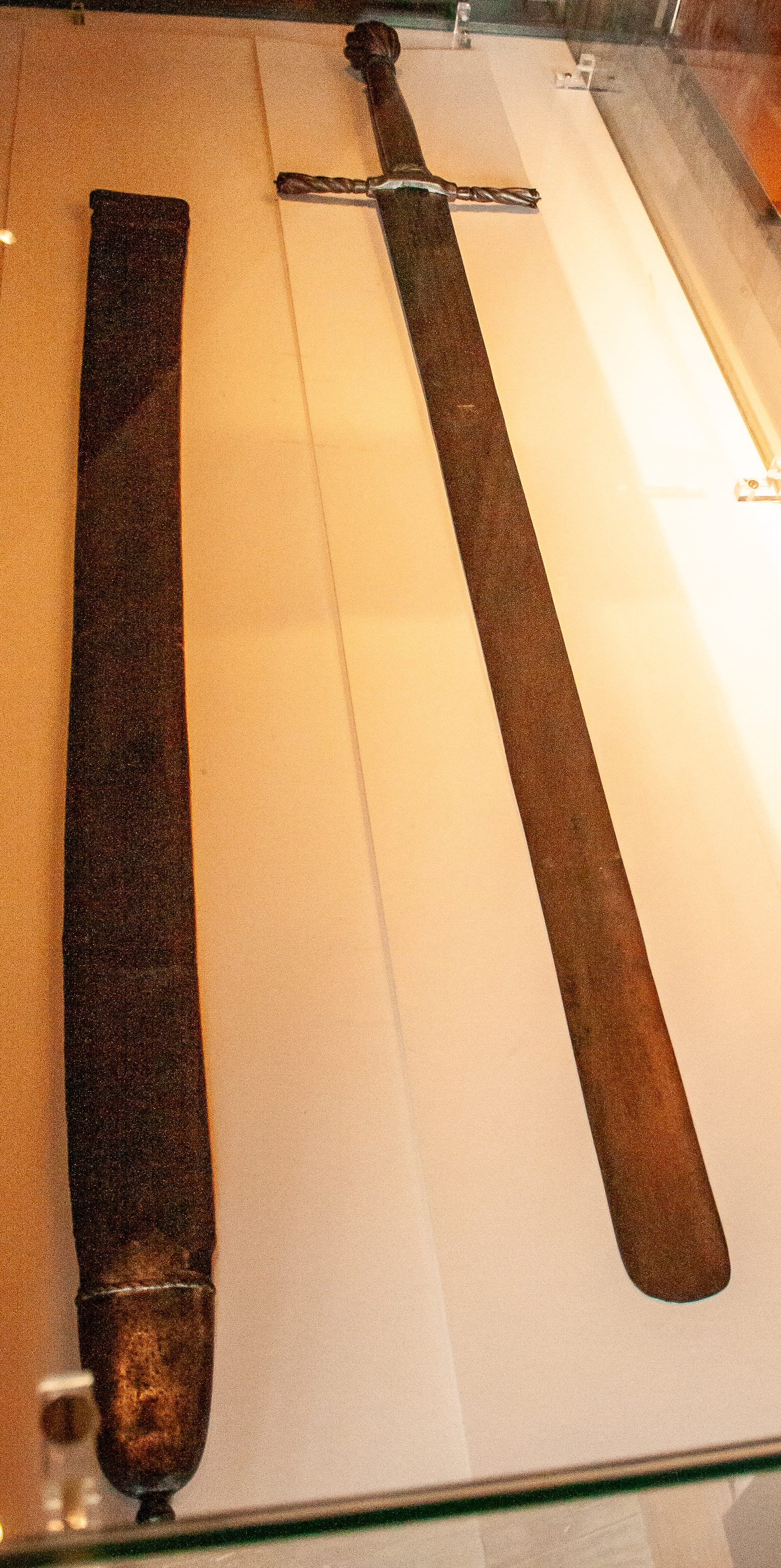
A hóhér kardja (16. század)
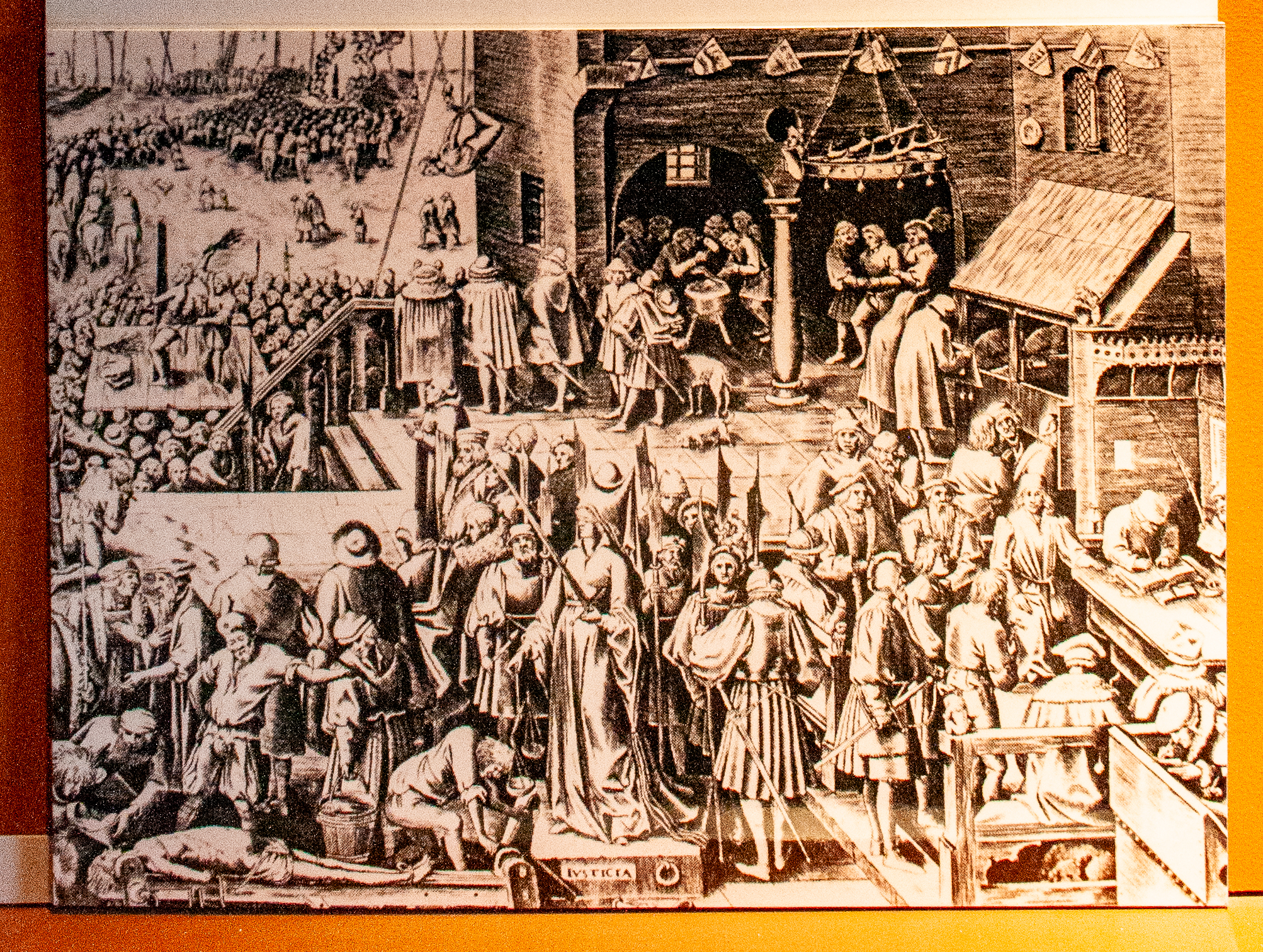
Korabeli ábrázolás a kínzásokról

Az ítéletek a 18. század előtt ritkán szóltak hosszú börtönbüntetésekről. Vagy elengedték a vádlottat, vagy száműzték, vagy dologházba zárták, ahol az élelmezéséért dolgoznia kellett, vagy halállal lakolt.
Az ítéleteket általában a Gravensteen épülete előtt ácsolt emelvényen hajtották végre. Itt történtek a nyilvános megszégyenítések, a testi fenyítések, és a kivégzések is, a tűzhalál kivételével, mivel a máglyát a városon kívül rakták a tűzveszély miatt.
A korból fennmaradt halálos ítéletek egy részén rajzok is ábrázolják azok tartalmát, talán az írástudatlan fegyencek tájékoztatására. 
A kivégzettek testét is a belvároson kívül akasztották fel közszemlére, a mai Galgelaantje (Akasztófa utca) helyén.
A halálraítéltek utolsó vacsoráján jelen kellett lennie egy lelkésznek, a polgármesternek, a védőnek és a városi építésznek, betegápolónak és a törvényszolgának. Ezt a rendelkezést csak 1739-ben törölték el, akkortól az elítélt maga vacsorázhatott.

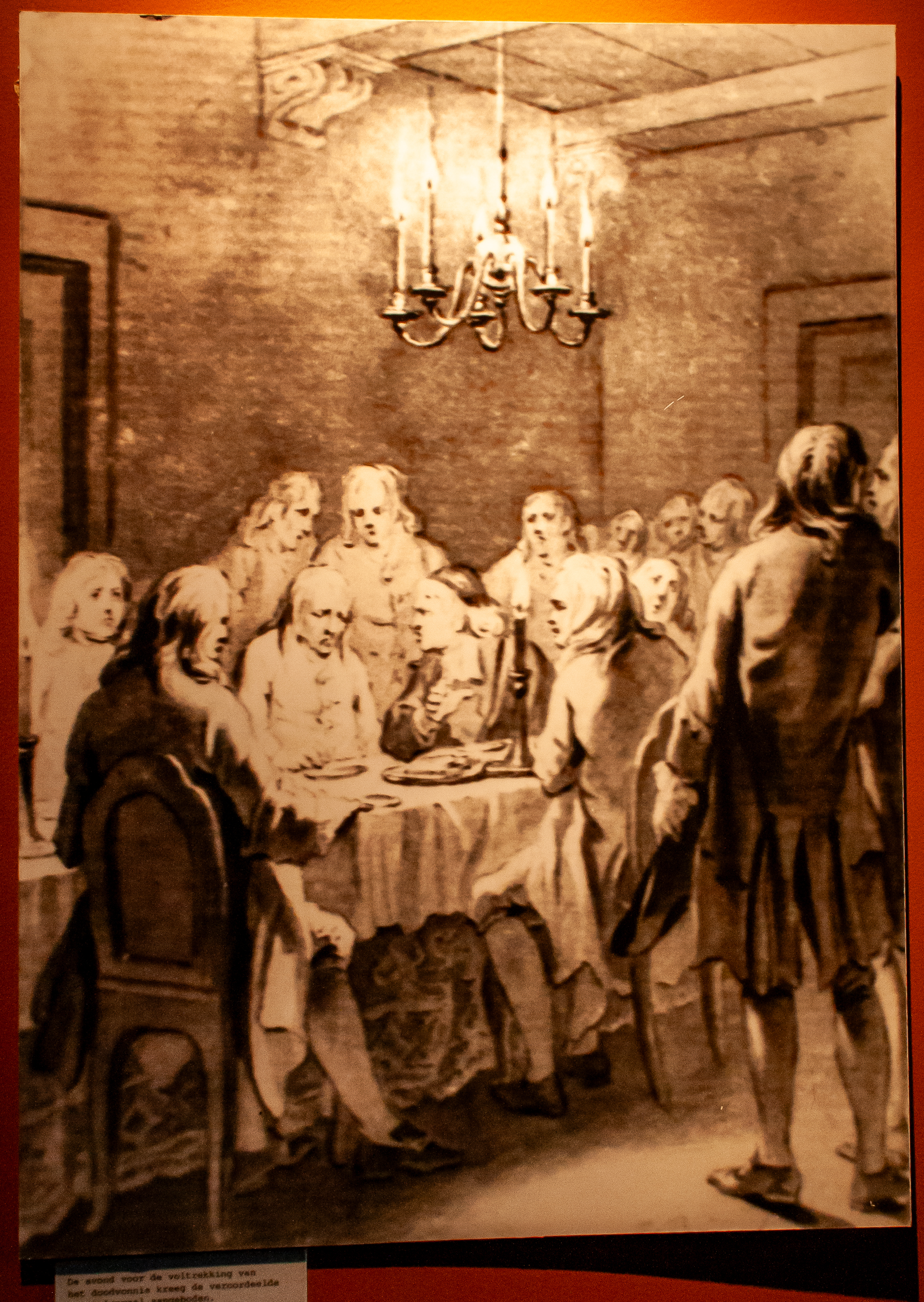
Az utolsó vacsora
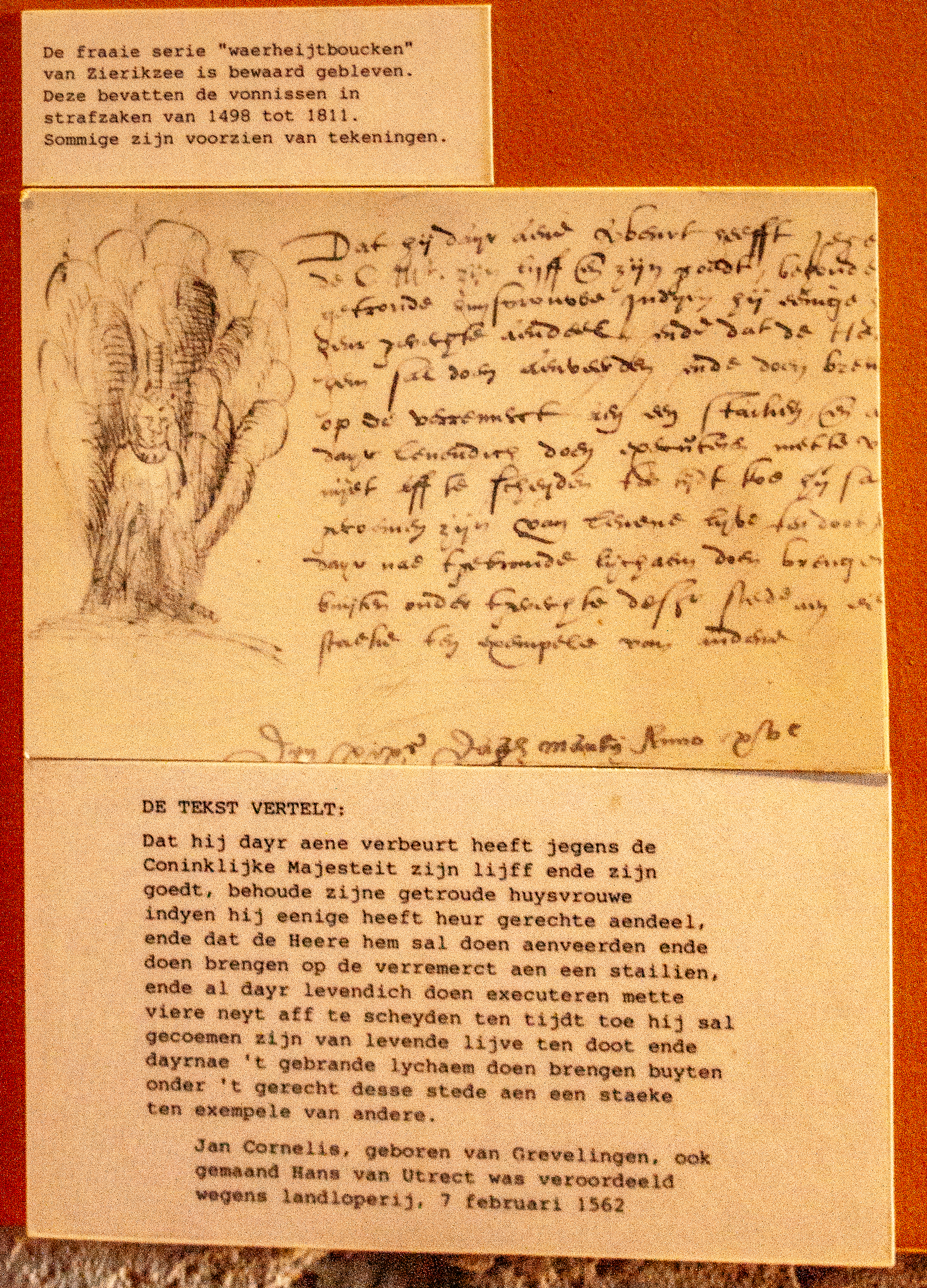
Tűzhalálról szóló halálos ítélet, 1562
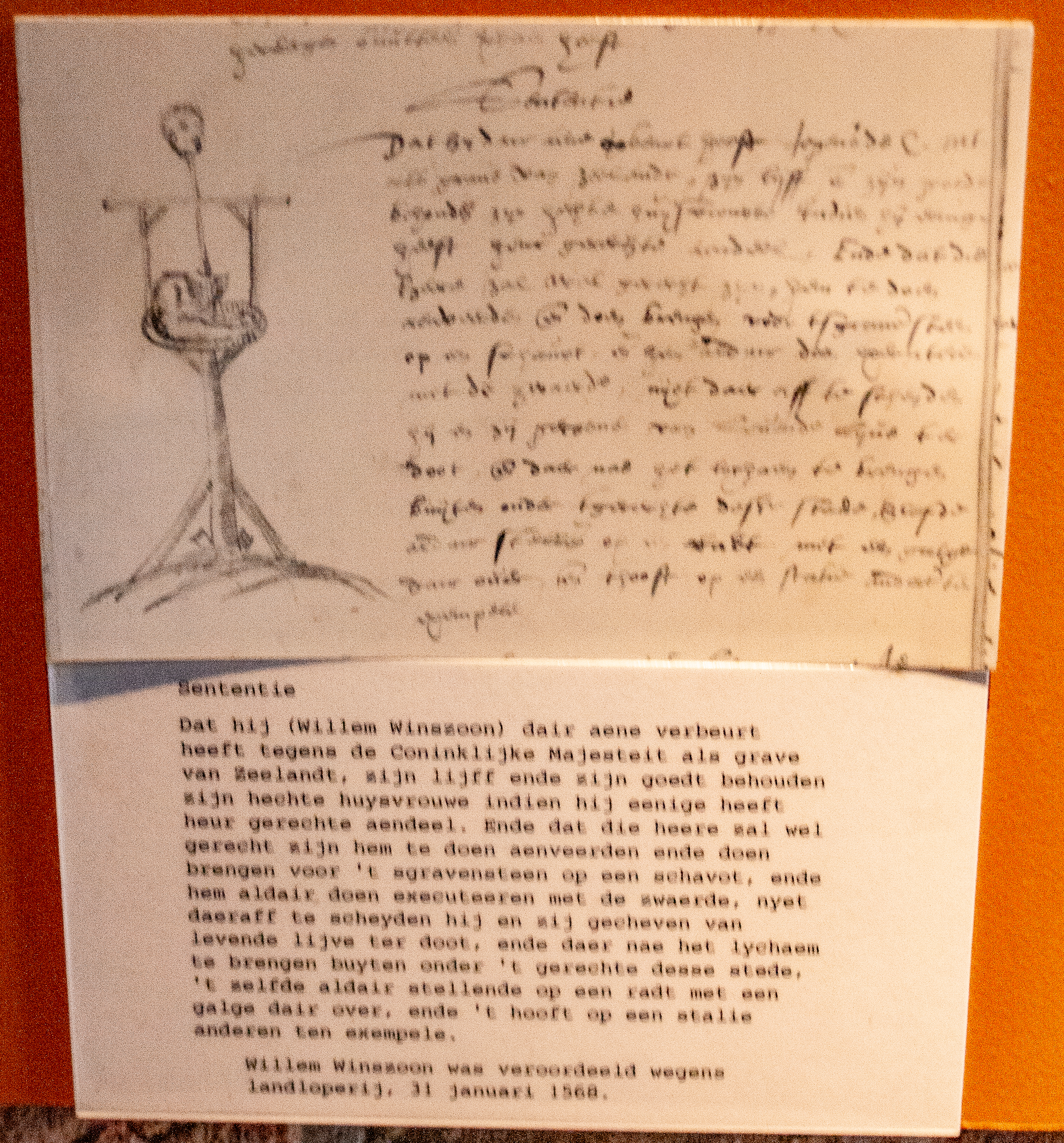
Fejvesztés, 1568
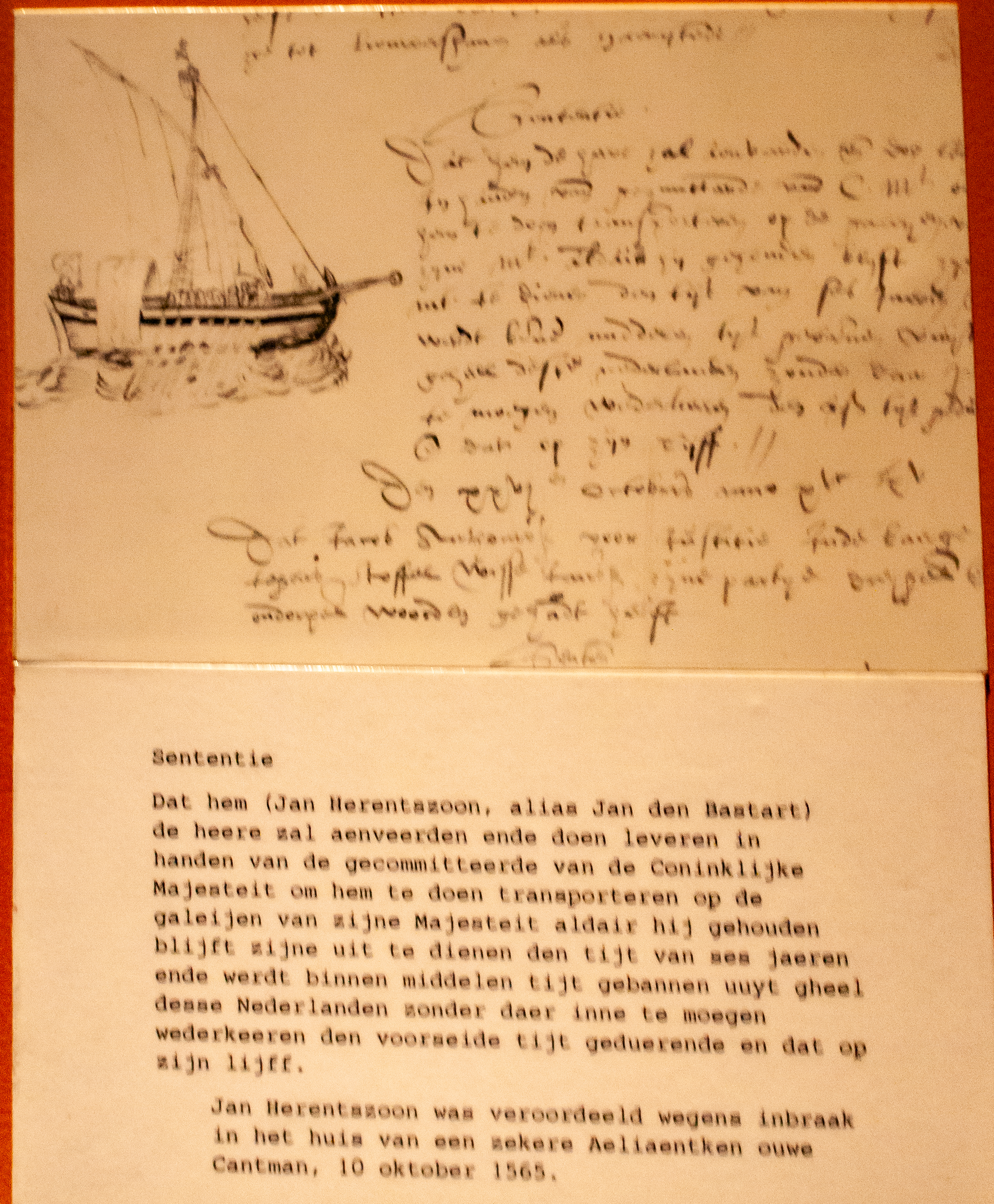
Hat év gályarabság, 1565
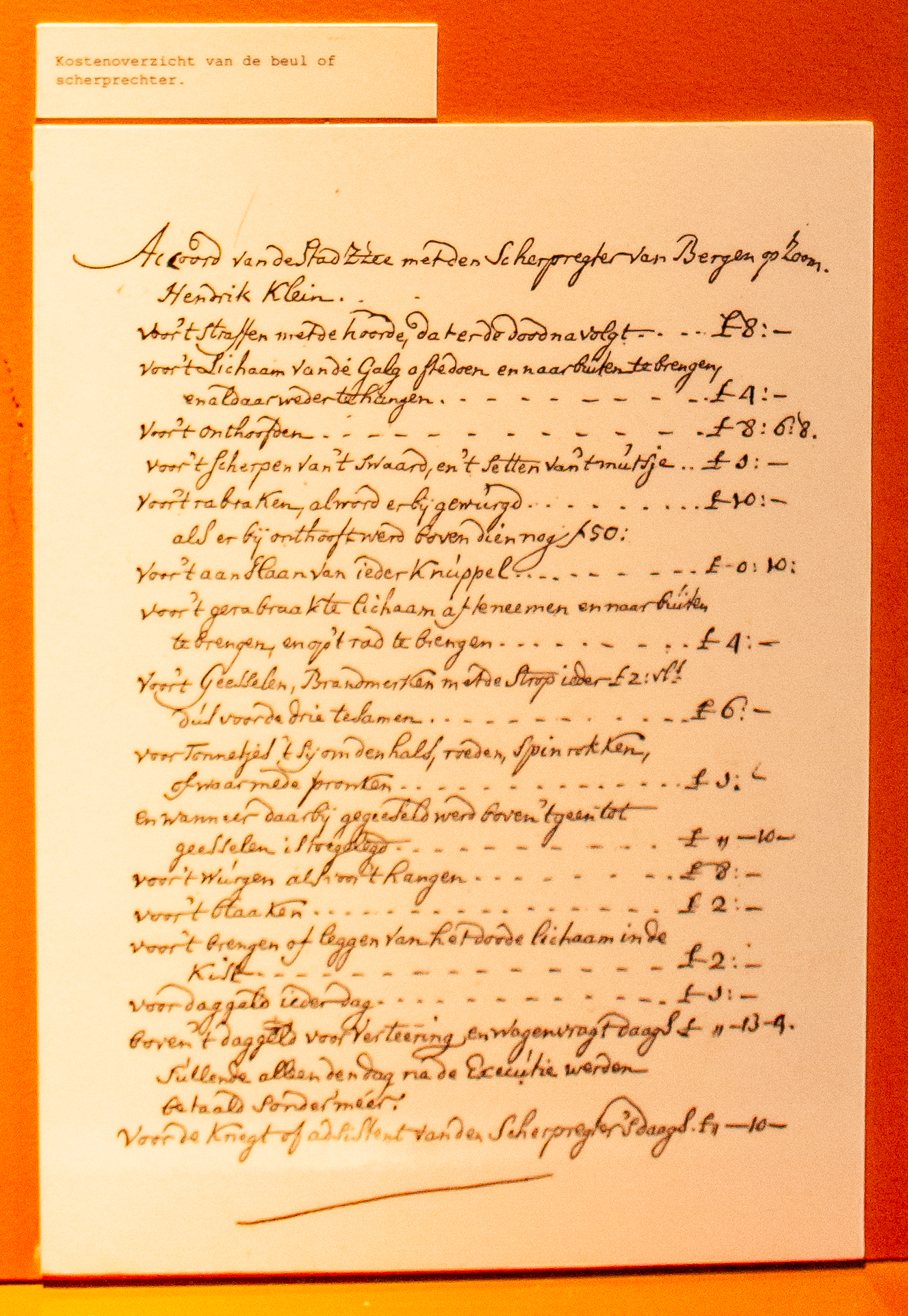
A hóhér költségszámlája

## Kiállítások
A 2011-ig várostörténeti múzeumként működő épületben jelentős állandó kiállítások voltak a környék római kori emlékeiről, a helyi hajózás történetéről, a város gazdaságáról, valamint a vidék őslénytani (etruszk orrszarvú, déli mamut), leleteiről.

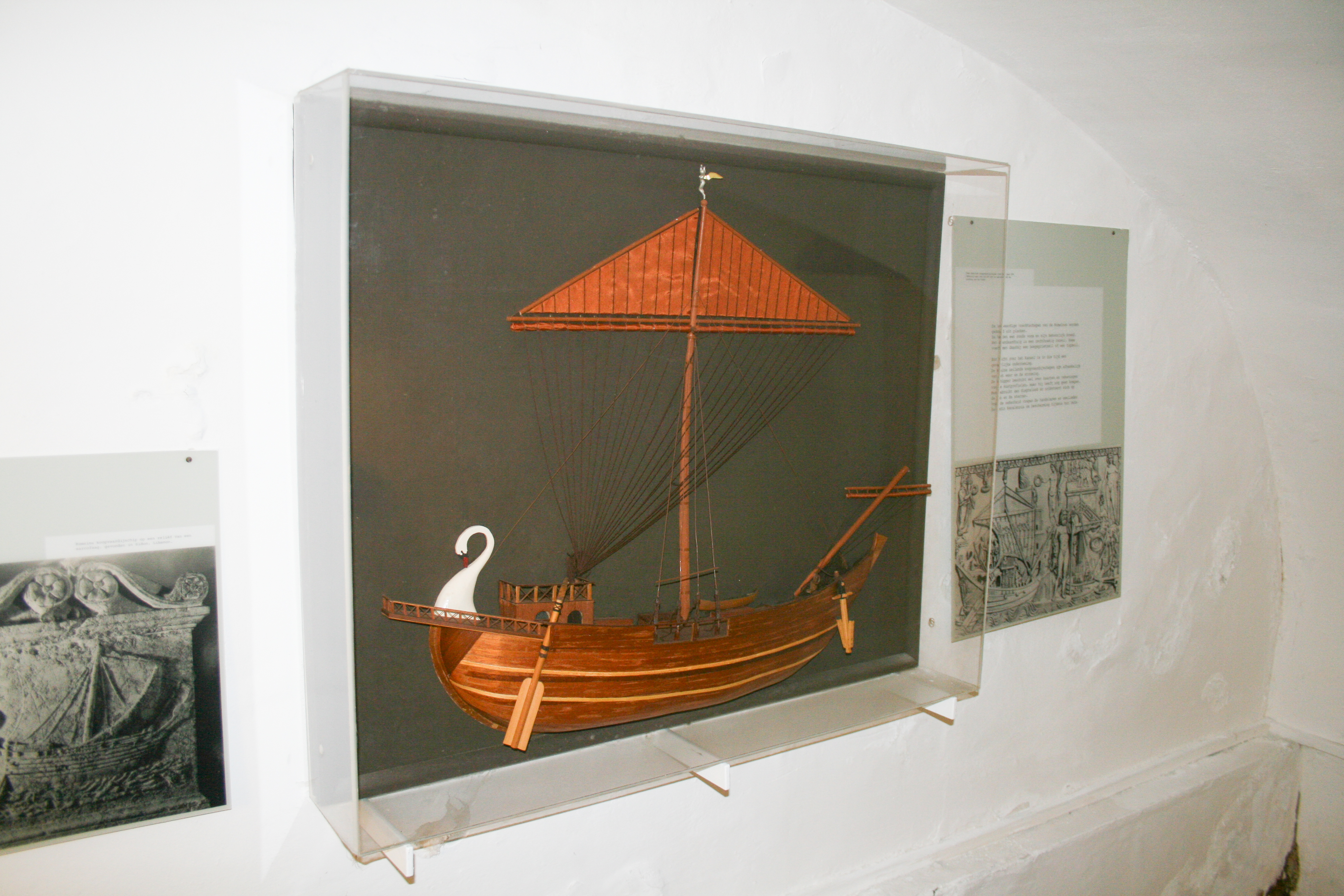
Római hajó rekonstrukciója
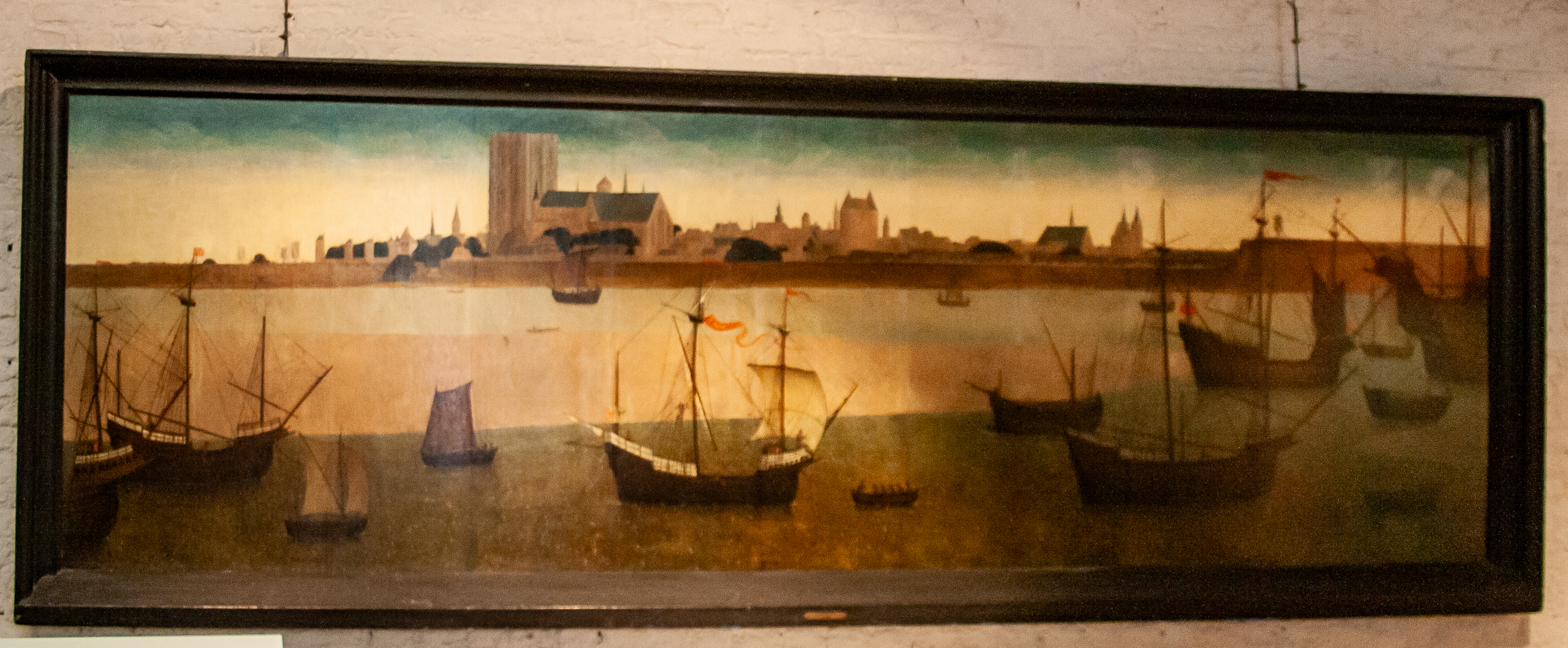
A város látképe 1506-ból, a korabeli hajók pontos ábrázolásával
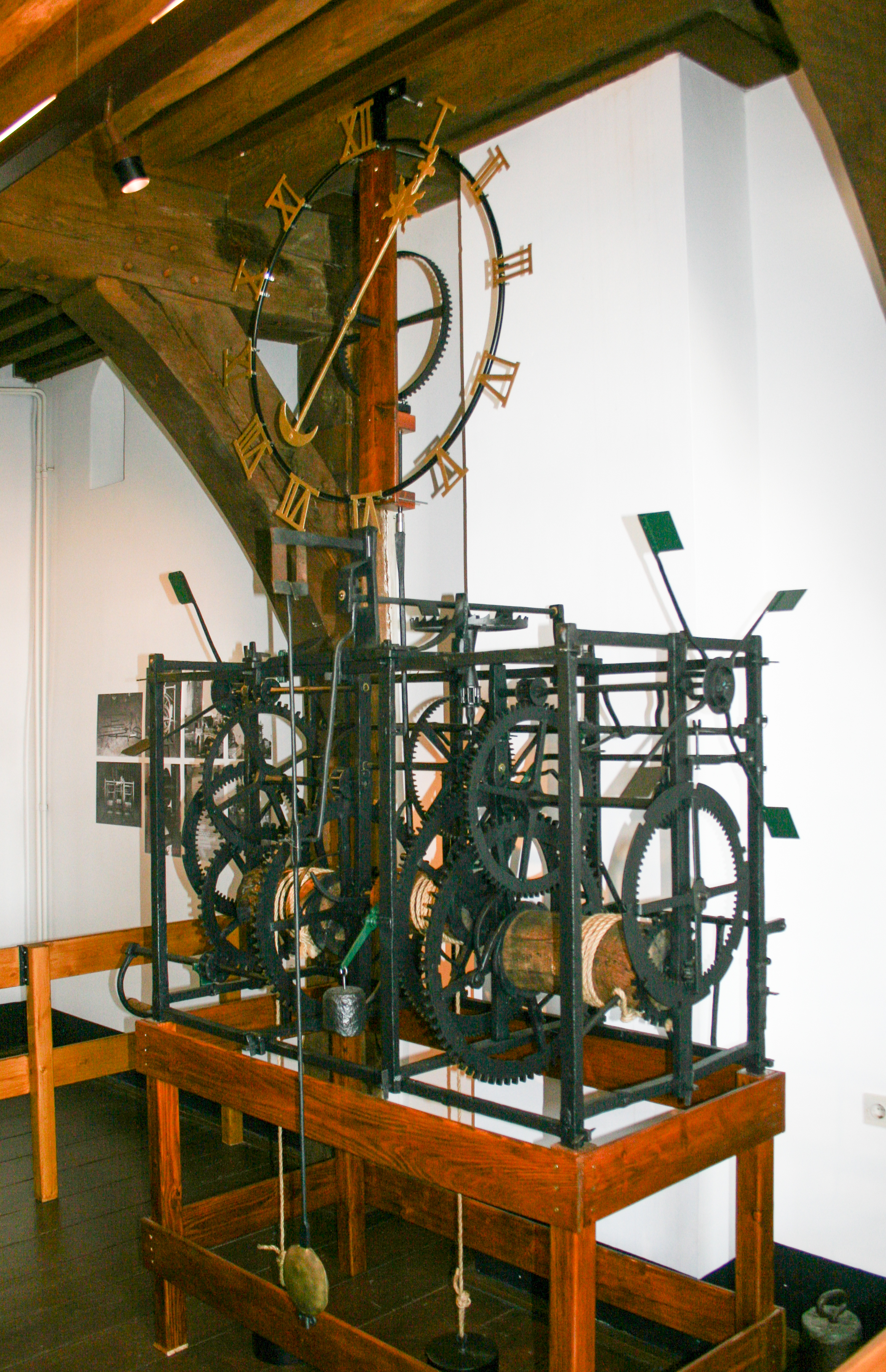
A Zuidhavenpoort városkapu toronyórájának rekonstruált szerkezete
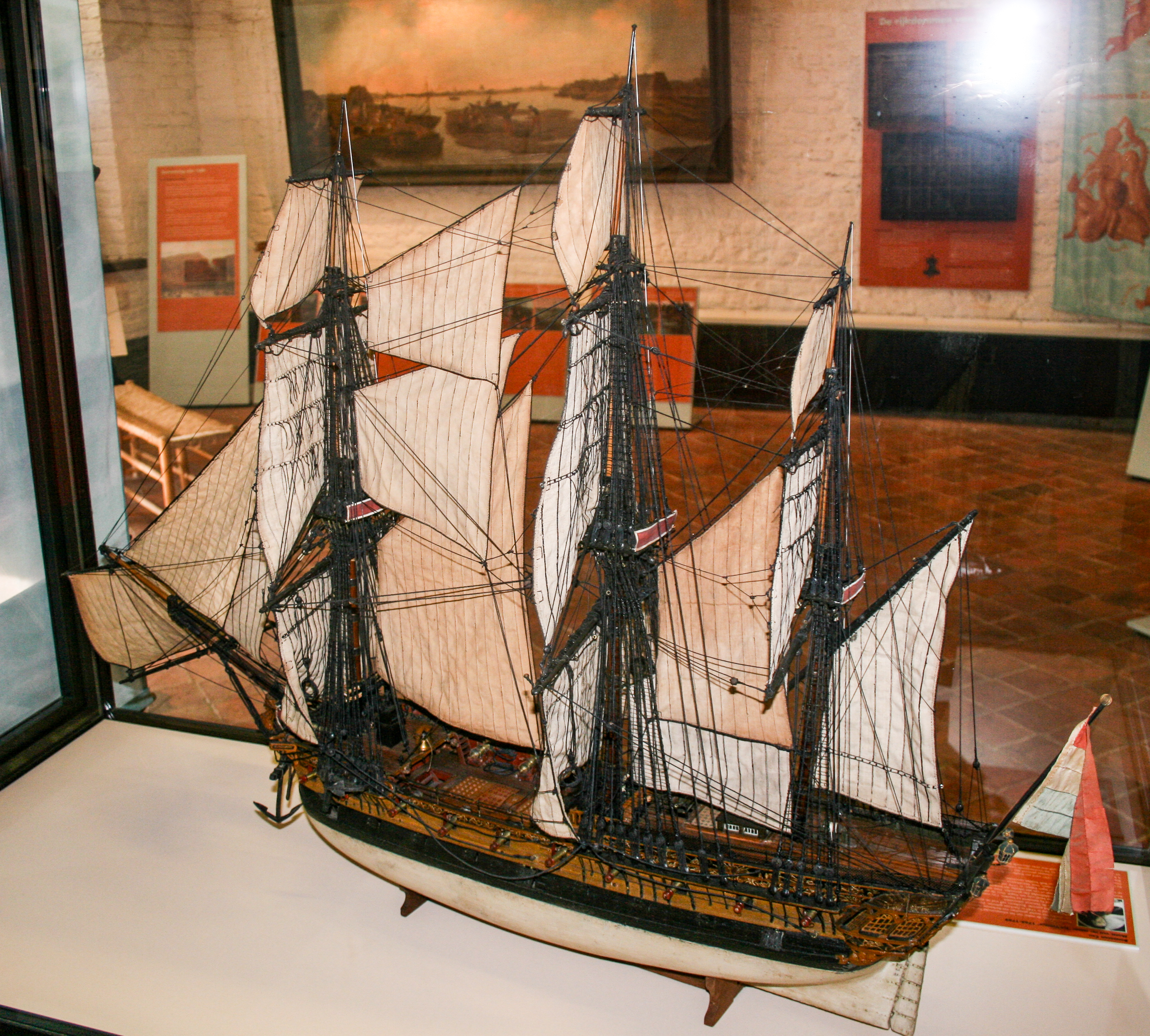
Fregatt modellje 1769-ből
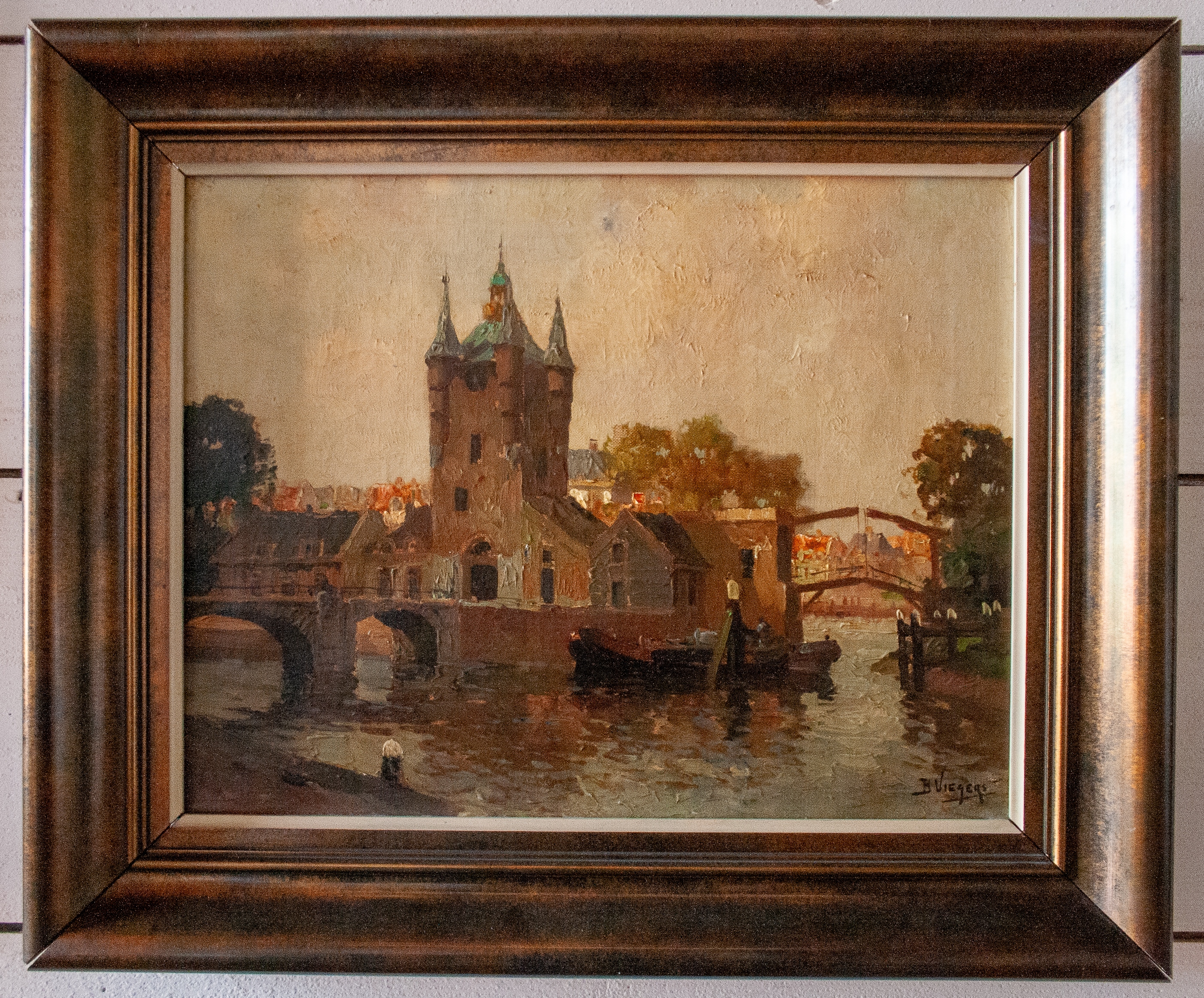
A Zuidhavenport városkapu 1925-ben

## Fordítás
- Ez a szócikk részben vagy egészben  a   Gravensteen (Zierikzee) című holland Wikipédia-szócikk ezen változatának fordításán alapul.  Az eredeti cikk szerkesztőit annak laptörténete sorolja fel. Ez a jelzés csupán a megfogalmazás eredetét és a szerzői jogokat jelzi, nem szolgál a cikkben szereplő információk forrásmegjelöléseként.